# Bordeggio
Il bordeggio è un'andatura usata dalle barche con propulsione velica per risalire il vento.
Manovrando le vele, i marinai possono mandare la barca da destra a sinistra, avanti e indietro, ma sempre procedendo verso la meta nonostante i venti contrari.
Infatti un qualunque natante a vela che parte da un punto A e vuole arrivare a un punto B situato contro vento se non vuole usare una propulsione meccanica (come il motore) è costretto a zig-zagare dal punto A al punto B per risalire il vento.
Una rotta diretta da A a B sarebbe impossibile poiché una barca a vela non riuscirebbe ad andare contro vento.
Inoltre anche la rotta opposta (da B ad A) dovrebbe essere effettuata con il bordeggio per evitare strambate improvvise e involontarie.